# Camí de Monistrol de Calders a Granera

Tram de Granera del Camí de Monistrol de Calders a Granera

El Camí de Monistrol de Calders a Granera és una pista forestal en algun tros i un corriol en d'altres dels termes municipals de Monistrol de Calders i de Granera, a la comarca del Moianès.
El camí arrenca del Camí de Monistrol de Calders a la Closella, al nord-oest del Molí d'en Sala, des d'on travessa la riera de Sant Joan, passa a ran del Molí d'en Sala, ressegueix tota la Baga del Coll de nord-oest a sud-est, pel costat de ponent de la vall del torrent de Caldat, o de la Baga del Coll, fins que a 250 metres al nord del Fornot deixa enrere el terme de Monistrol de Calders per tal d'entrar en el de Granera.
Entra en el terme de Granera al nord-oest del Coll, passa pel coll on es troba aquesta masia, a 638,7 metres d'altitud, i continua cap al sud-est, deixant al nord-est el torrent del Coll, amb les Feixes del Coll i la Coma, i al sud-oest la Quintana del Coll. Passa per l'extrem meridional de la Serra del Coll, deixant a migdia les Vinyes, i arriba al cap de poc a les Roques de Caldat. Decantant-se més cap al sud, passa a llevant de la masia de Bigues, i arriba al barri del Castell del poble de Granera.
Durant l'any 2010 el camí ha estat arranjat i modernitzat, però sense variar-ne quasi gens el traçat (llevat d'un breu tram a ran de la masia del Coll).